# Vonk (Mulisch)
Vonk, met als ondertitel Fragment, is de eerste versie van De ontdekking van de hemel (1992), het magnum opus van Harry Mulisch. Het werd in de jaren 70 van de twintigste eeuw geschreven en uitgegeven in 2002. In het 40 bladzijden lange boekje bereidt een engel in de hemel een mensenziel voor op zijn afdaling naar de aarde (een thema dat terugkeert in De ontdekking van de hemel). Het gaat dan ook om een monoloog van deze engel. De inspiratie hiertoe, zo vertelt Mulisch in de inleiding, was de geboorte van zijn eerste kind Anna.

## Wereldbeeld
In de inleiding noemt Mulisch het wereldbeeld dat naar voren wordt gebracht 'pseudo-gnostisch'. Het kan beschouwd worden als een niet al te serieuze poging om de kosmos te schematiseren. Volgens Vonk is er wel een leven voor de geboorte, maar niet na de (aardse) dood. De meeste van de zielen die in de hemel de kans krijgen om naar aarde af te dalen, doen dit niet; zij leven dan wel eeuwig, maar hebben iets gemist in hun bestaan. Van de zielen die wel naar de aarde afdalen, sneuvelen de meeste onderweg.

## De ontdekking van de hemel
De ontdekking van de hemel is in plaats van een monoloog een dialoog tussen twee engelen. Het deel van het boek dat het meeste doet denken aan Vonk, is het eindhoofdstuk van het eerste deel, De opdracht. Hierin wordt de ziel van Quinten Quist op een gelijkaardige manier aangespoord om naar de aarde af te dalen.